# A-23 A

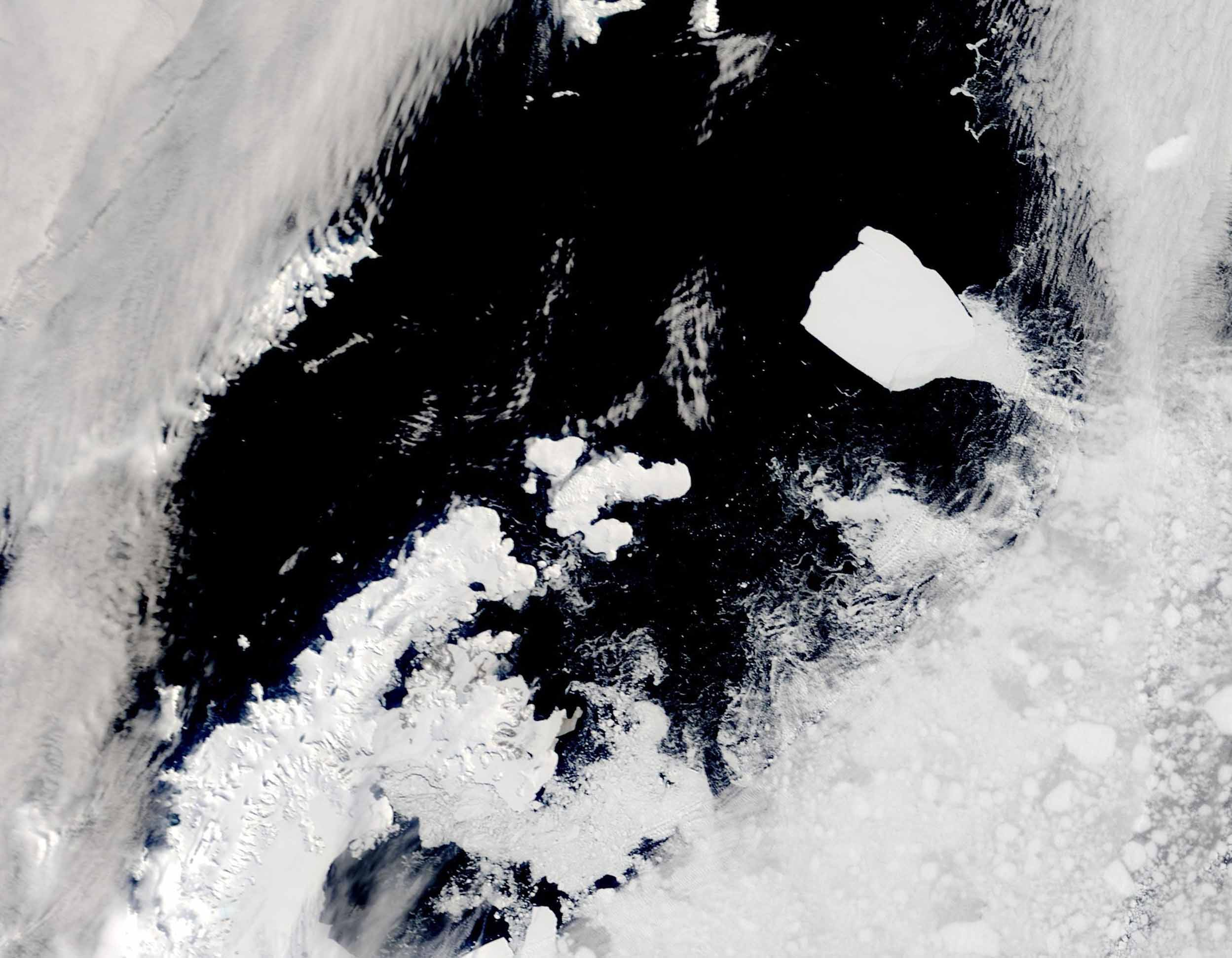
A-23 A (im Bild rechts oben) nordöstlich der Joinville-Inseln (Bildmitte), an die sich die Spitze der Antarktischen Halbinsel anschließt (im Bild links unten)

A-23 A ist mit ursprünglich ungefähr 4000 km² der größte Eisberg der Welt (Stand: Dezember 2024).

## Verlauf

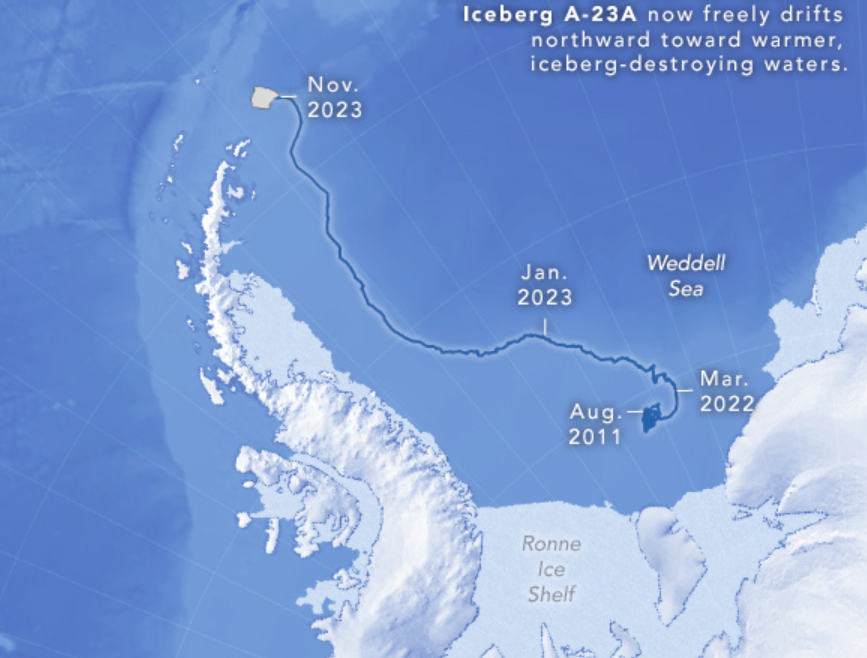
Bis 2023 zurückgelegte Strecke

Nach dem Kalben vom Filchner-Ronne-Schelfeis im Jahr 1986 wurde die darauf gelegene sowjetische Forschungsstation Druschnaja 1 verlegt. Seit dem Kalben 1986 hatte sich der Eisberg bis 2020 im Weddellmeer kaum bewegt. Der bis zu 300 m tief ins Meer reichende Eisberg hatte auf dem Meeresboden aufgesetzt.
Angaben zur Größe von A-23 A variieren nach Quelle, er gilt aber mit 3360 km² bis 4000 km² als der aktuell größte Eisberg (Stand: Dezember 2024); seine Fläche entspricht ungefähr der Fläche der Insel Mallorca. Er weist eine Masse von fast 1 Billion Tonnen auf.
Im November 2023 kam er in Bewegung. Seither driftete A-23 A nordwärts durch das Weddellmeer in Richtung Südatlantik. Innerhalb eines Monats hat er im November 2023 die Joinville-Inseln an der nordöstlichen Spitze der Antarktischen Halbinsel passiert. Der Eisberg befand sich im Südwinter 2024 (Juli/August) rund 150 Kilometer nördlich der Südlichen Orkneyinseln in der Scotiasee und damit rund 750 Kilometer nordöstlich der Antarktischen Halbinsel. Er verblieb an der Stelle und rotierte mit einer Drehgeschwindigkeit von etwa 15 Grad pro Tag. Er hing in einem ozeanischen Wasserstrudel fest. Der 100 Kilometer breite Tiefseeberg Pirie Bank Seamount, ein großer Vulkan, der schon vor Millionen Jahren erlosch und anschließend vom Meer abgetragen wurde, liegt hier in der Bahn des Antarktischen Zirkumpolarstroms und verwirbelt ihn bis zur Meeresoberfläche. Im Dezember 2024 berichtete das Polarforschungsinstitut British Antarctic Survey, dass sich A-23 A aus den Strömungen befreit habe und sich auf die Insel Südgeorgien zubewege, deren Größe er flächenmäßig – noch – übertrifft. Die Wissenschaftler vermuten, dass A-23 A in wärmerem Wasser in kleinere Eisberge zerbrechen und letztlich schmelzen werde; ob er Auswirkungen auf das lokale Ökosystem haben wird, sei unklar. Am 1. März 2025 lief A-23 A auf Grund und hängt seitdem etwa 73 Kilometer vor Südgeorgien fest. Mit Stand März 2025 könnten damit zeitnah befürchtete Auswirkungen auf die Tierwelt und Ökosysteme zunächst ausgeräumt sein. Im Juli 2025 brachen mit A-23 D und A-23 E zwei 159 bzw. 73 km² große Fragmente vom Eisberg ab, dessen Ausdehnung inzwischen auf 2510 km² geschrumpft war. 
Seit Anfang Juni hat sich der Eisberg weiter nach Osten und seit Anfang August nach Nordwesten bewegt und ist jetzt 2 Wochen danach dabei Südgeorgien in einer Eisberglänge Abstand an der Nordkueste zu passieren (NASA worldview) .

## Name
Die Benennung/Nummerierung von antarktischen Eisbergen mit einer Längenausdehnung von mindestens 10 Seemeilen erfolgt grundsätzlich durch das US-amerikanische National Ice Center. Dabei gibt der erste Buchstabe den Herkunftsquadranten des Eisbergs an (A = 0° bis 90° westlicher Länge; B = 90° West bis 180°; C = 180° bis 90° östlicher Länge und D = 90° Ost bis 0°). Auf Grund seines Herkunftsquadranten erhielt er den Kennbuchstaben A. Dabei ist er der 23. Eisberg, den das USNIC seit 1978 mit diesem Herkunftsgebiet registriert hat. Der dann folgende Buchstabe weist darauf hin, dass der ursprüngliche Eisberg nach dem Kalben zerbrach.

## Siehe auch

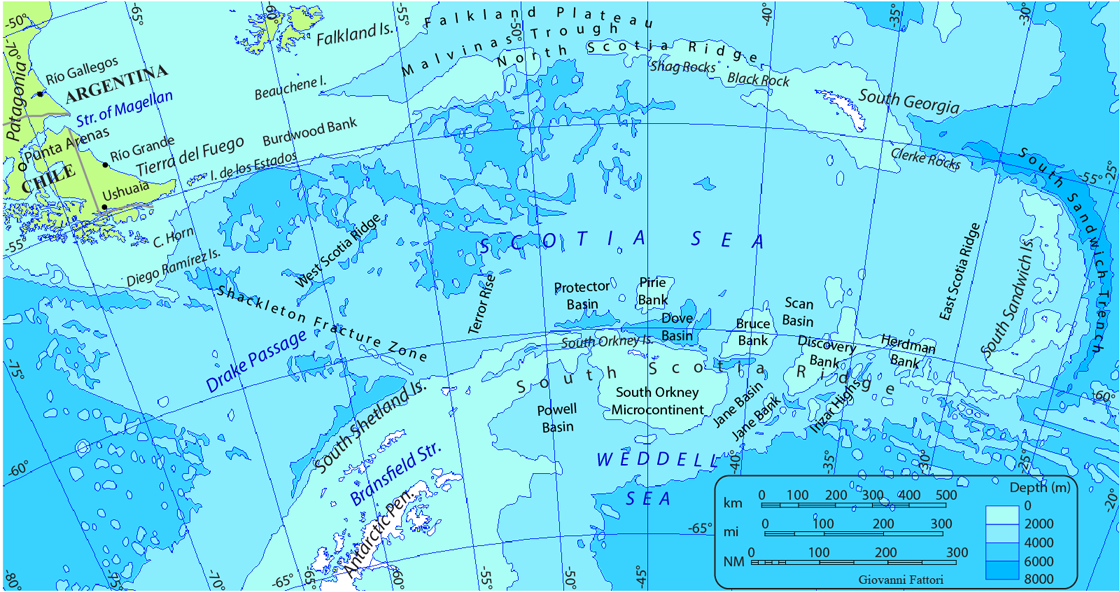
Lage der Pirie-Bank in der Scotiasee, wo A-23 A bis Dezember 2024 rotierte, und von Südgeorgien